# マイナーチェンジ/ダリル
「マイナーチェンジ/ダリル」は、スーパー!?テンションズの3枚目のシングル。

## 内容
事実上のラストとなった唯一の両A面シングル。「マイナーチェンジ」はフジテレビ系『ふぞろいの天使たち』主題歌で、メンバー全員で作詞を担当した。「ダリル」は、TBSラジオ『魔術士オーフェン』オープニングテーマ。

## 収録曲
1. マイナーチェンジ
作詞：スーパー!?テンションズ 作曲：たいせい 編曲：スーパー!?テンションズ
2. ダリル
作詞：まこと 作曲：しゅう 編曲：スーパー!?テンションズ
3. マイナーチェンジ （inst.）
4. ダリル （inst.）